# N'Tjiba
N’Tjiba est une commune rurale du Mali de l'arrondissement de Faladié, dans le Cercle de Néguéla et la région de Koulikoro. Le chef-lieu de la commune est Faladié.

## Population
Elle compte 21 792 habitants au recensement de 2009 contre 17 272 habitants au précédent recensement de 1998.

## Villages
La commune s'étend sur 18 localités relevées lors du recensement général de 2009. 
Les villages les plus peuplés sont :
- Faladié (3 685 habitants)
- Djibroula (2 729 habitants)
- Bassabougou (2 508 habitants)

Elle comprend en outre les villages de Bancouman 1 et 2, Bassabougou, Boumoudo, Djibroula, Djidiana, Djissoumale, Dombila, Konkou-Zambougou, Mamaribougou, M'Piébougou, Négébabougou-Daban, N'Téguédo, N'Tjibougou-Baban, Sananco, Siranidoulou et Sognébougou.  